# Seychelle-szigeteki vércse
A Seychelle-szigeteki vércse (Falco araeus) a madarak osztályának sólyomalakúak (Falconiformes) rendjéhez, azon belül a sólyomfélék (Falconidae) családjához tartozó faj.

## Rendszerezése
A fajt Harry Church Oberholser amerikai ornitológus írta le 1917-ben, a Cerchneis nembe Cerchneis araea néven.

## Előfordulása
Seychelle-szigetek területén honos. A szigetországban ez az egyetlen nappali ragadozó madárfaj. Természetes élőhelyei a szubtrópusi és trópusi síkvidéki esőerdők, valamint szántóföldek, ültetvények és városi régiók. Állandó, nem vonul faj.

## Megjelenése
Testhossza 15–24 centiméter, szárnyfesztávolsága 44–47 centiméter. Szárnyai viszonylag rövidek és lekerekítettek. A kifejlett hím testének felső része vörösbarna apró fekete pettyekkel, míg hasa fakóbarna és petty nélküli. Feje szürkéskék. Csőrének hegye sárga, amúgy fekete. A tojók szinezete hasonló a híméhez, csak kicsit halványabb.

## Életmódja
Nyíltabb erdők, füves rétek lakója, de előfordul mezőgazdasági területeken és farmokon is. Többnyire egy kiszemelt leshelyen ülve várja ki áldozatát és rárepülve kapja el. Szitálni nagyon ritkán szokott. Elsősorban gyíkokkal, a szigeteken őshonos nappali gekkókkal (Phelsuma nem) és szkinkekkel (Mabuya nem) táplálkozik. ezek étrendjének mintegy 92%-át teszik ki. Ezeken kívül fogyaszt még apró madarakat, békákat, rovarokat is. A nagyobb testű tojó legyűri a betelepített patkányokat is.

## Szaporodása
Territóriuma a legkisebb az összes nappali ragadozómadár közül, mintegy 40 hektár. Költési ideje augusztustól októberig tart. Fészkét sziklafalra, fára vagy épületre rakja. Kettő vagy három fehér, barnával mintázott tojást rak, melyeket 28-31 nap alatt költ ki a tojó. A kikelt fiókákat a szülők közösen etetik. A fiatal madarak 35-42 nappal a kikelés után hagyják el végleg a fészket.

## Természetvédelmi helyzete
Az elterjedési területe kicsi, egyedszáma 530 példány körüli, viszont stabil. A Természetvédelmi Világszövetség Vörös Listáján a sebezhető fajként szerepel. A faj állományai, mint minden endemikus fajé a szigetországban megsínylették az emberi jelenlétet. A szigetcsoport központi nagy szigetein élt korábban is elsősorban, és ma is megtalálható Mahé, Silhouette, North Island és Praslin szigeteken valamint néhány apróbb környékbeli szigeten. Praslin szigetéről kihalt, de 1977-ben visszatelepítették.
Az élőhelyeit jelentő erdők kiirtása, az erdőtüzek és a betelepített macskák miatt állományai erősen lecsökkentek. Ezen felül a macskák, a patkányok és a betelepített gyöngybagoly (Tyto alba) emellett még táplálékkonkurense is, mivel ezek is sok gyíkot fogyasztanak. Ráadásul a gyöngybagoly és a szintén betelepített pásztormejnó (Acridotheres tristis) még fészkelőkonkurensei is

## Fordítás
- Ez a szócikk részben vagy egészben  a   Seychelles Kestrel című angol Wikipédia-szócikk ezen változatának fordításán alapul.  Az eredeti cikk szerkesztőit annak laptörténete sorolja fel. Ez a jelzés csupán a megfogalmazás eredetét és a szerzői jogokat jelzi, nem szolgál a cikkben szereplő információk forrásmegjelöléseként.